# Jorunna onubensis
Jorunna onubensis é uma espécie de molusco pertencente à família Discodorididae.
A autoridade científica da espécie é Cervera, Garcia-Gomez & Garcia, tendo sido descrita no ano de 1986.
Trata-se de uma espécie presente no território português, incluindo a zona económica exclusiva.